# Канада на зимових Паралімпійських іграх 1998
Канада на VII зимових Паралімпійських іграх, які проходили у 1998 році в японському місті Нагано, була представлена 32 спортсменами у трьох видах спорту. Прапороносцем на церемонії відкриття Паралімпійських ігор був Білл Гаріотт, а на церемонії закриття — лижниця Колетт Бургоньє. Канадські атлети завоювали 15 медалей, з них 1 золоту, 9 срібних та 5 бронзових. Збірна Канади зайняла неофіційне 15 загальнокомандне залікове місце.

## Медалісти
| Медаль | Призери                            | Вид спорту          | Дисципліна                               |
| ------ | ---------------------------------- | ------------------- | ---------------------------------------- |
| Золото | Деніел Веслі                       | Гірськолижний спорт | супергігант LW11 (чоловіки)              |
| Срібло | Стейсі Когут                       | Гірськолижний спорт | гігантський слалом LW11 (чоловіки)       |
| Срібло | Стейсі Когут                       | Гірськолижний спорт | слалом LW11 (чоловіки)                   |
| Срібло | Стейсі Когут                       | Гірськолижний спорт | супергігант LW11 (чоловіки)              |
| Срібло | Мерилін Віндер                     | Гірськолижний спорт | супергігант B1,3 (жінки)                 |
| Срібло | Кароліна Вишневська                | Гірськолижний спорт | супергігант LW3,4,5/7,6/8 (жінки)        |
| Срібло | Кароліна Вишневська                | Гірськолижний спорт | гігантський слалом LW3,4,5/7,6/8 (жінки) |
| Срібло | Колетт Бургоньє                    | Лижні перегони      | 2,5 км сидячи (жінки)                    |
| Срібло | Колетт Бургоньє                    | Лижні перегони      | 5 км сидячи (жінки)                      |
| Срібло | Чоловіча збірна Канади з парахокею | Следж-хокей         |                                          |
| Бронза | Рамона Гох                         | Гірськолижний спорт | гігантський слалом LW3,4,5/7,6/8 (жінки) |
| Бронза | Деніел Веслі                       | Гірськолижний спорт | швидкістний спуск LW11 (чоловіки)        |
| Бронза | Марк Лудбрук                       | Гірськолижний спорт | супергігант LW4 (чоловіки)               |
| Бронза | Мерилін Віндер                     | Гірськолижний спорт | гігантський слалом B1,3 (жінки)          |
| Бронза | Мерилін Віндер                     | Гірськолижний спорт | слалом B1,3 (жінки)                      |